# Епитафи у порти Манастира Сретење у Дучаловићима
Епитафи у порти Манастира Сретење у Дучаловићима представљају драгоцене историјске записе и епиграфска сведочанства на надгробницима Манастира Сретење у Дучаловићима, Општина Лучани.

## Надгробници у Манастиру Сретење
На манастирском гробљу, у порти и самој цркви сачувано је више надгробних обележја, међу којима се по историјском значају издваја надгробна плоча посвећена обновитељу манастира, епископу Никифору Максимовићу (†1853).

## Епитафи
Надгробна плоча епископу Никифору Максимовићу (†1853) у Манастиру Сретење на Овчару
Сија гробница ужичкога епископа
господина Никифора Максимовића...
мјесеца фебруара 28 дне 1853 год[ине]
Родио се око 12 јануара 1788 године,
а рукоположен за архијереја
19 августа 1831 год. у Цариграду... 

Надгробна плоча игуману Гедеому (†1855) у Манастиру Сретење
Зде почива раб Божји
Игуман ГЕДЕОМ Ивановић
пострижник М. Сретења
(почившче) јануара 6 дње 1855 г.

Надгробна плоча јеромонаху Алексију (†1923) у Манастиру Сретење
Овде почивају смртни остатци
јеромонаха АЛЕКСИЈА Анђељковића
стрешине овог манастира
рођеног у Призрену 1875-те год.
Престави се у вечност 31 Дец. 1923. г.
Спомен овај подиже му Манастир

Споменик јеромонасима Игњатију (†?) и Мелентију (†?) у Манастиру Сретење
Овде почивају два јеромонаха
ИГЊАТИЈЕ и МИЛЕНТИЈЕ
верни служитељи овог манастира

Споменик Дамљану Домановићу (†1935) у Манастиру Сретење
Овде почива у Ман. Сретењу
ДАМЉАН ДОМАНОВИЋ из Соколића
рођен 1908 умре 1935. г.
Спомен подигоше родитељи Радивоје и Стајка

Споменик монахињи Саломији (†1948) у Манастиру Сретење
Монахиња САЛОМИЈА Видаковић
рођена 1886 г. у Ваљевској Каменици
замонашена у Ман. Преображењу 1948 год.
Спомен подижу Управа Ман. Преображења
и синовац Синиша

Споменик схимонахињи Христини (†1950) у Манастиру Сретење
Схимонахиња ХРИСТИНА Тирнанић
родом из Крњева замонашена 1945. г.
Умрла у манастиру св. Сретење 1950. г.

Споменик Бранки Јаћимовић (†1951) у Манастиру Сретење
Пок. БРАНКА Ј. АЋИМОВИЋ
2-II-1926 + 30-III-1951.
Услиши Боже молитве моје упокој рабу твоју и дај јој царство Твоје.
Спомен подижу отац Јова и Мати Милица Аћимовић и брат Радован

Споменик Иванки Ристивојевић (†1952) у Манастиру Сретење
Овде почива
ИВАНКА РИСТИВОЈЕВИЋ из Гојне Горе
мајка је трију монахиња и једног јеромонаха
рођена 14-IV-1899 год.
добила благослов за монашење
али умре изненада не замонашена 9-VII-1952 год.
Спомен подиже син Татомир